# Мирненська сільська рада (Пулинський район)
Мирненська сільська рада — колишня адміністративно-територіальна одиниця та орган місцевого самоврядування у Пулинському районі Волинської округи та Київської області Української РСР з адміністративним центром у колонії Мирне.

## Населені пункти
Сільській раді на час ліквідації були підпорядковані населені пункти:
- кол. Весела Діброва;
- кол. Мирне.

## Історія та адміністративний устрій
Створена 27 жовтня 1926 року, відповідно до наказу Волинського ОВК «Про утворення нових національних селищних та сільських рад, поширення мережі українських сільрад та перейменування існуючих сільрад у національні», в складі колоній Весела Діброва та Мирне Яблунецької сільської ради Пулинського району.
Ліквідована 10 березня 1933 року, відповідно до постанови Президії Київського ОВК «Про приєднання Мирненської сільради до Грінтальської сільради Пулинського району», територію та населені пункти ради приєднано до складу Грінтальської сільської ради Пулинського району Київської області.